# Helicopsyche unilobata
Helicopsyche unilobata là một loài Trichoptera trong họ Helicopsychidae. Chúng phân bố ở miền Australasia.